# Vörösfarkú légykapó
A vörösfarkú légykapó (Ficedula ruficauda) a madarak osztályának verébalakúak (Passeriformes) rendjéhez és a  légykapófélék (Muscicapidae) családjához tartozó faj.

## Rendszerezése
A fajt William John Swainson angol ornitológus írta le 1838-ban, a Muscicapa nembe Muscicapa ruficauda néven. Egyes szervezetek jelenleg is ide sorolják.

## Előfordulása
Dél-Ázsiában, Afganisztán, India, Kína, Kazahsztán, Kirgizisztán, Nepál, Pakisztán, Tádzsikisztán és Üzbegisztán területén honos. Természetes élőhelyei a mérsékelt övi erdők és szubtrópusi vagy trópusi síkvidéki esőerdők. Vonuló faj.

## Megjelenése
Testhossza 14 centiméter, testtömege 11-16 gramm.
|  |

## Természetvédelmi helyzete
Az elterjedési területe nagyon nagy, egyedszáma pedig stabil. A Természetvédelmi Világszövetség Vörös listáján nem fenyegetett fajként szerepel.